# Santovenia de Pisuerga
Santovenia de Pisuerga é um município da Espanha na província de Valladolid, comunidade autónoma de Castela e Leão, de área 13,74 km² com população de 3260 habitantes (2007) e densidade populacional de 195,63 hab/km².

## Demografia
| Variação demográfica do município entre 1991 e 2004 | Variação demográfica do município entre 1991 e 2004 | Variação demográfica do município entre 1991 e 2004 | Variação demográfica do município entre 1991 e 2004 |
| --------------------------------------------------- | --------------------------------------------------- | --------------------------------------------------- | --------------------------------------------------- |
| 1991                                                | 1996                                                | 2001                                                | 2004                                                |
| 1078                                                | 1556                                                | 2551                                                | 2688                                                |